# Tain-l'Hermitage

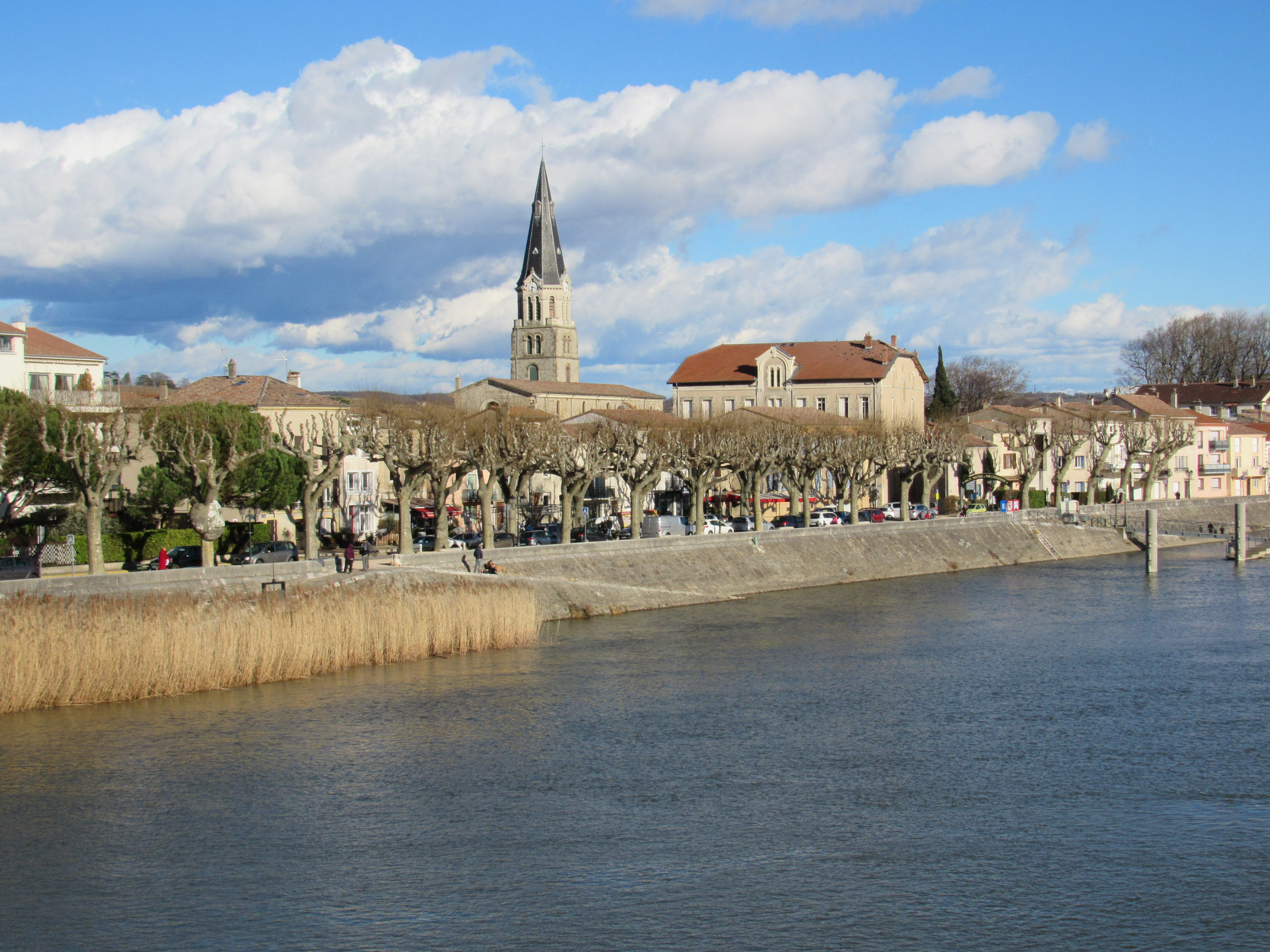

Tain-l'Hermitage es una comuna francesa situada en el departamento de Drôme, en la región de Auvernia-Ródano-Alpes.

## Historia
Es una pequeña ciudad cargada de historia, que existió en la época galo-romana con el nombre de "Tegna".
Ubicada en la Vía Domitia, formó parte de la colonia romana de Vienne. El descubrimiento a lo largo de los siglos de diversos objetos, entre los que se destaca una piedra taurina (el taurobole), atestigua la presencia romana en esta época. Sin embargo, Tegna no sobrevivió a este período.
Hacia 1100 se fundó allí un priorato que se convertiría en la cuna de la nueva ciudad. A partir de ese momento se comenzaron a construir viviendas a ambos lados de una carretera paralela al río Ródano, ya muy frecuentada por comerciantes y viajeros.

## Turismo

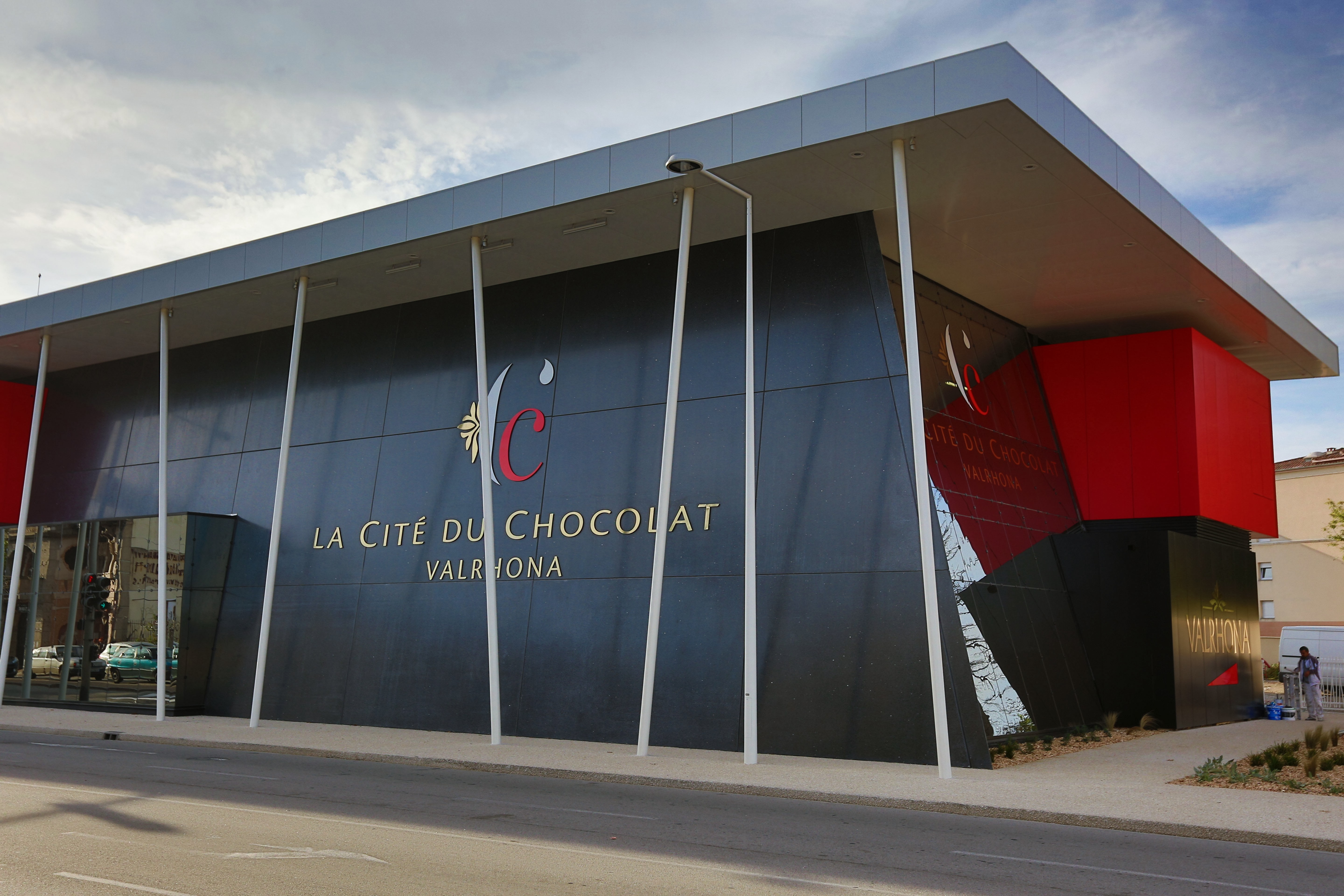
Cité du Chocolat Valrhona

La Cité du Chocolat Valrhona ha sido clasificado como el primer establecimiento chocolatero en Francia y recibe a unos 140 000 visitantes al año. Este pequeño museo ofrece experiencias sensoriales, talleres culinarios, secretos de fabricación y un viaje virtual a las plantaciones, entre otras atracciones.

## Demografía
| 5077 | 5377 | 5563 | 5387 | 5003 | 5503 | 5890 |
| Para los censos de 1962 a 1999 la población legal corresponde a la población sin duplicidades (Fuente: INSEE [Consultar]) |      |      |      |      |      |      |